# Plaza Lama
Plaza Lama es una de las principales red de tiendas y supermercados de la República Dominicana. Fue fundada por Mario Lama Handal.
Es propiedad del Grupo Lama, que a la vez es liderado por la familia Lama, quienes dirigen y controlan el funcionamiento de Plaza Lama y su red de tiendas distribuidas por todo el país.

## Orígenes
La empresa Lama S. A., fue fundada por Pedro Juan Lama en San Pedro de Macoris en 1929. Se traslada a Santo Domingo en los años cuarenta, específicamente en la avenida Duarte. Mario Lama Handal crea Plaza Lama S.A. y extiende el negocio de zapatos a tiendas por departamentos, unificando dentro de un mismo establecimiento una gran variedad de productos y servicios que cubran las necesidades de los clientes.
Al pasar de los años, se instalaron supertiendas en la avenida 27 de febrero esquina Enrique Jiménez de Moya, Herrera, Carretera Mella, Máximo Gómez esquina Ovando, La Romana y Santiago. Al mismo tiempo se inaugura Lama Electrodomésticos, en Santiago, Higüey, San Francisco de Macorís y La Vega.

## Actualidad
Hoy día, el grupo Plaza Lama consta de Hipermercados, tiendas de Electrodomésticos, Supermercados, distribución al mayoreo, 2 canales de televisión, distribución de productos de consumo masivo, distribución de vehículos y distribución de gas natural. El grupo sigue actualmente liderado por el Grupo Lama, quienes están totalmente integrados a la operación y desarrollo de los negocios.

## Tiendas

### Supertiendas
- Plaza Lama 27 de Febrero
- Plaza Lama Oriental
- Plaza Lama Herrera
- Plaza Lama Duarte
- Plaza Lama Máximo Gómez
- Plaza  Lama Santiago
- Plaza Lama La Romana
- Plaza Lama Autopista Duarte

### SuperLama
- Super Lama Sambil
- Super Lama Bávaro
- Super Lama Azua
- Super Lama Express Santo Domingo Este

### ElectroLama
- Electro Lama Santiago
- Electro Lama Puerto Plata
- Electro Lama San Francisco de macoris
- Electro Lama La vega
- Electro Lama Higuey
- Electro Lama Bávaro
- Electro Lama San Juan de la Maguana

- Electro Lama Azua

### Plaza Lama Express
- Plaza Lama Express San Isidro